# Одесская стрелковая бригада
Оде́сская стрелко́вая брига́да (полное название Отде́льная Оде́сская стрелко́вая брига́да Доброво́льческой а́рмии Оде́сского райо́на) — соединение Добровольческой армии, сформированное в Одессе зимой 1918—19 гг. Принимала участие в обороне Одессы от большевиков весной 1919 г. Отошла в Румынию, откуда была морем эвакуирована в Новороссийск, где после переформирования в 7-ю пехотную дивизию ВСЮР продолжила борьбу с большевизмом.

## История
Осенью 1918 года после поражения стран Четверного союза в Великой войне Одесса была оставлена войсками Австро-Венгерской империи, оккупировавшими Новороссийский край по просьбе Украинского правительства. На их место стали прибывать подразделения Антанты и их русских союзников — Добровольческой армии. Прибывший на пароходе «Саратов» представитель генерала А. И. Деникина А. Н. Гришин-Алмазов начал формирование добровольческих частей из русских офицеров и военнослужащих бывшего гетманского 3-го Одесского корпуса. Эти части, при поддержке прибывших французских и греческих войск, освободили Одессу от петлюровцев, захвативших к тому моменту власть на Украине.
В начале 1919 года генерал-майором Н. С. Тимановским, присланным командованием Добровольческой армии в Одессу специально для этой цели, из этих частей была сформирована Одесская стрелковая бригада. В неё вошли:
- Два сводно-стрелковых полка (Полк 4-й стрелковой дивизии (на базе гетманской 5-й дивизии), Полк 6-й пехотной дивизии (на базе 6-й дивизии) 42-й пехотный Якутский полк (на базе 2-го Волынского полка 1-го Волынского корпуса));
- Сводно-кавалерийский полк (в составе трёх конных (11-го драгунского Рижского, 3-го Смоленского и 11-го Чугуевского уланских полков) и трёх пеших (1-го Сумского, 3-го Елисаветградского и 7-го Белорусского гусарских полков) эскадронов) под командованием полковника Самсонова;
- 4-х орудийная конная батарея.

27 января 1919 года считается официальным днём формирования бригады. Формирование шло очень быстро, к началу марта в бригаде было 3350 штыков и 1600 сабель, но в кавалерийском полку был большой не-комплект лошадей. Главнокомандующего войсками Добровольческой армии в Одессе генерал А. С. Санников так описывал состояние и вооружение Одесской бригады: 

Добровольческая армия располагала в Одессе в общем силами до 5 тыс. человек, главным образом мобилизованных офицеров, и состояла из полка пехоты 4-х батальонного состава, конного 6-ти эскадронного полка, дивизиона легкой артиллерии, формировавшихся дивизиона тяжелой артиллерии и вспомогательных частей саперной и железнодорожной рот. Эти части составляли сводную бригаду под начальством генерал-майора Тимановского и представляли боевую силу в 3350 штыков, 1600 шашек, 18 легких орудий, 8 гаубиц и 8 броневых машин. Но все эти части далеко не кончили своего формированья и снаряжения… Ощущался, сильный недостаток в белье, обуви и тёплой одежде. Обоза не было, за исключеньем одной обозной роты, занятой всё время перевозкой разного рода воинских грузов в городе и на пристани. Пулемётные двуколки не были запряжены и пулемёты носились на руках. За недостатком лошадей и седельных уборов в конном полку 4 эскадрона были пешими. Приобретение лошадей ремонтной комиссией, несмотря на высокие цены, велось крайне неуспешно вследствие малой зоны, занятой французами, и нежеланием крестьян продавать лошадей. В артиллерии были сформированы 3 легкие батареи и одна батарея шестидюймовых гаубиц, но без зарядных ящиков; формирование двух других тяжёлых батарей задерживалось также недостатком лошадей.
6 марта 1919 года бригада выступила на фронт под Одессой. Ей был поручен участок от Черноморского побережья в районе Очакова до железнодорожной линии Одесса — Николаев. Далее на север позиции занимали французские, греческие и польские войска. Моральное состояние этих войск (за исключением греков, которые желали сражаться с большевиками за «поругание православной веры») было низким — солдаты, разложенные большевистской пропагандой, устали после Великой войны и не понимали зачем они воюют в чужой гражданской войне. Против петлюровцев, которые не предпринимали активных действий, фронт ещё держался, но когда в соприкосновение с союзниками вступили большевистские банды атамана Григорьева, фронт рухнул. Хотя Одесская бригада мужественно отражала атаки красных на своём участке, 20 марта (2 апреля) 1919 года союзное командование, в подчинении которому находилась и Одесская бригада, приняло решение оставить Одессу.
Бригаде Тимановского было приказано отступить в Бессарабию, которая в тот момент была аннексирована Румынией. В посадке на суда в Одессе было отказано, то ли по причине нехватки тоннажа, то ли потому, что о бригаде французское командование просто забыло. Ввиду незначительности сил красных бригада вполне могла бы самостоятельно защищать Одессу, но Тимановский подчинился приказу французов и 6 апреля начал отход к границам с Румынией. Большевики бригаду почти не преследовали. При попытке перейти на румынскую территорию через Днестр в районе сёл Беляевка — Маяки выяснилось, что румыны запрещают переход бригады на их территорию. В процессе переговоров с румынами и командованием союзников бригада начала продвижение на юг, в район Аккермана, где переправилась по разобранному железнодорожному мосту через Днестровский лиман. При этом были покалечены почти все лошади. Личный состав бригады тоже сильно поредел — наименее выдержанные добровольцы, не понимая дальнейшей судьбы бригады, дезертировали. 30 марта (12 апреля) бригада была посажена на французский крейсер и доставлена в румынский порт Тульча.
В Тульче румыны попытались разоружить бригаду, но Тимановскому удалось отстоять своё оружие, правда оно было всё сложено в городской ратуше, но караул помещения был из состава самой бригады. 13 апреля (26 апреля) прибыло транспортное судно, которое приняло на борт чинов бригады и доставило их в Новороссийск в состав Добровольческой армии. Перед отправкой всё оружие было возвращено.
По прибытии в Новороссийск Отдельная Одесская Стрелковая бригада состояла из Сводного полка 15-й пехотной дивизии, 42-го пехотного Якутского полка, стрелкового и Сводного кавалерийского полка и 4-й стрелковой артиллерийской бригады. 18 мая 1919 года была переформирована в 7-ю пехотную дивизию ВСЮР.

## Командный состав

### Командир
- Тимановский, Николай Степанович, генерал-майор — 21 января — 18 мая 1919 г. — весь период существования Бригады

### Начальник штаба
- Капнин, Константин Львович, капитан